# Saint-Coutant (Deux-Sèvres)
Saint-Coutant é uma comuna francesa na região administrativa da Nova Aquitânia, no departamento de Deux-Sèvres. Estende-se por uma área de 11,94 km². Em 2010 a comuna tinha 280 habitantes (densidade: 23,5 hab./km²).